# Domenico Crivelli
Domenico Crivelli (Brescia, 1794 - Londres, 31 de desembre de 1856) fou un compositor italià fincat a Anglaterra.
Estudià en el Conservatori de sant Onofre, i després va rebre lliçons de Zingarelli. El 1817 es traslladà a Londres, on es dedicà a l'ensenyament del cant, tenint entre els seus alumnes la contralt londinenca Charlotte Sainton-Dolby.
Escriví l'òpera titulada La Fiera di Salerno, el mètode de cant Art of singing and new solfeggios for the cultivation of the bass voice (Londres, 1844, 2a ed.), i diverses composicions soltes.
El seu pare Gaetano Crivelli (1774-1836), i membre de la (nissaga de músics) Crivelli, fou un tenor molt conegut a la seva època.